# Marià de Quintana i Ramon
Marià de Quintana i Ramon (vila d'Eivissa, 1812 - Palma, 1885) fou un polític eivissenc, diputat a Corts durant el sexenni democràtic.

## Biografia
Des del 1856 fou cap del Partit Progressista a l'illa d'Eivissa. El 1858 fou escollit regidor d'Eivissa i batle de Palma el 1861-1862. Actiu conspirador contra la reina Isabel II d'Espanya, el juny de 1866 participà en una revolta fallida contra la monarquia, i en la revolució de 1868 fou el cap de la Junta Provisional de Govern de les Illes Balears.
Després de la revolució fou governador civil, president de la Diputació de les Illes i elegit diputat per Palma a les eleccions generals espanyoles de 1869. El 1871 s'integrà en el Partit Radical de Manuel Ruiz Zorrilla, amb el que fou novament elegit diputat a les eleccions generals espanyoles d'abril de 1872 mercè un pacte amb els republicans federal. Després de les eleccions fou nomenat governador civil de les Balears (22 de juny de 1872- febrer 1873). Votà a favor de la proclamació de la Primera República Espanyola l'11 de febrer de 1873.